# Kaldors fakta
Kaldors fakta är sex empiriska påståenden om ekonomisk tillväxt, som Nicholas Kaldor uppmärksammande i en artikel från 1957. Dessa fakta spelar en viktig roll för ekonomisk teori då modeller som beskriver ekonomisk tillväxt måste stämma överens med dem.
Påståendena är följande:
1. Andelen av nationell inkomst som går till kapital och arbetskraft är ungefär konstant över tid
2. Tillväxttakten för kapitalstocken per arbetare är ungefär konstant över tid
3. Tillväxttakten för produktionen per arbetare är ungefär konstant över tid
4. Ration mellan kapital och produktion är ungefär konstant över tid
5. Den procentuella avkastningen på investeringar är ungefär konstant över tid
6. Det finns tydliga skillnader (2 till 5 procent) i tillväxttakten för arbetskraftens produktivitet och den totala produktionen bland olika länder.

Kaldor påstod inte att någon av dessa kvantiteter skulle vara konstant jämt; tvärtom fluktuerar tillväxttakter och inkomstandelar kraftigt över konjunkturcykeln. Istället var hans påstående att dessa kvantiteter tenderar att vara konstanta när man beräknar data över långa tidsperioder. 